# Ropalidia melania
Ropalidia melania är en getingart som beskrevs av Richards 1978. Ropalidia melania ingår i släktet Ropalidia och familjen getingar. Inga underarter finns listade i Catalogue of Life.